# 2022 у літературі

## Померли
- 2 січня — Осередчук Євген Павлович, 76, український і молдовський художник, письменник та громадський діяч;
- 3 січня — Адам Мальдзіс, 89, радянський і білоруський літературознавець, письменник та перекладач;
- 6 січня — Пітер Богданович, 82, американський режисер, продюсер, актор та письменник;
- 7 січня — Дідула Роман Теодорович, 81, український письменник, журналіст та редактор;
- 7 січня — Тимофєєвський Олександр Павлович, 88, радянський і російський письменник, поет та сценарист;
- 11 січня — Борис Хазанов, 93, російський письменник, есеїст та перекладач;
- 11 січня — Гі Муміну, 94, французький художник коміксів та письменник;
- 17 січня — Авербух Леонід Григорович, 91, радянський і український лікар-фтизіатр, журналіст та письменник[1];
- 19 січня — Гарді Крюгер, 93, німецький актор та письменник;
- 22 січня — Емеріх Рот, 97, шведський письменник єврейського походження родом із Закарпаття;
- 22 січня — Тхить Нят Хань, 95, в'єтнамський буддійський чернець та письменник;
- 23 січня — Гармаш-Литвин Антоніна Іванівна, 81, українська поетеса, письменниця та громадська діячка;
- 25 січня — Губарєв Володимир Степанович, 83, радянський і російський письменник та журналіст;
- 27 січня — Рене де Обальдія, 103, французький письменник та драматург;
- 1 лютого — Старіков Ілля Мойсейович, 87, український письменник, педагог та громадський діяч;
- 1 лютого — Сінтаро Ісіхара, 89, японський письменник та політик;
- 4 лютого —Ешлі Браян, американський письменник й ілюстратор дитячих книг.
- 5 лютого — Фольварочний Василь Іванович, 81, український поет, письменник та драматург, Заслужений діяч мистецтв України (2001)[2];
- 5 лютого — Фернандо Маріас, 63, іспанський письменник та сценарист;
- 5 лютого — Куценко Валентина Павлівна, 91, радянська і російська акторка та письменниця;
- 5 лютого — Анхеліка Городішер, 93, аргентинська письменниця;
- 7 лютого — Іван Гудец, 74, словацький письменник та політик, міністр культури Словаччини (1994—1998);
- 8 лютого — Тарасуль Геннадій Львович, 87, радянський і український режисер, сценарист та письменник;
- 8 лютого — Ґерхард Рот, 79, австрійський письменник;
- 9 лютого — Білошицький Павло Васильович, 85, радянський і український лікар, математик та письменник;
- 10 лютого — Кенін-Лопсан Монгуш Барахович, 96, тувинський письменник, поет та етнограф;
- 11 лютого — Сташук Василь Федорович, 78, український письменник, поет, журналіст та літературний критик[3];
- 14 лютого — Ідріс аль-Хурі, 83, марокканський письменник та журналіст;
- 17 лютого — Карпенко Володимир Пилипович, 86, радянський та український російськомовний письменник;
- 27 лютого — Кялундзюга Валентина Тунсянівна, 86, удегейська письменниця, фольклористка та громадська діячка;
- 27 лютого — Гаральд Вайнріх, 94, німецький лінгвіст, літературознавець, письменник та перекладач;
- 2 березня — Фредерік Трістан, 90, французький письменник, поет та мистецтвознавець;
- 13 березня — Брент Рено, 50, американський журналіст, письменник та режисер-документаліст;
- 18 березня — Березовський Орест Іванович, 80, український хірург, письменник та громадський діяч;
- 21 березня — Юз Алешковський, 92, російський і американський письменник, поет та бард;
- 29 березня — Харакоз Наталія Георгіївна, 86, українська письменниця, журналістка та громадська діячка грецького походження;
- 29 березня — Мелані Кларк Пуллен, 46, ірландська акторка, продюсерка та письменниця;
- 1 квітня — Руф Юрій Романович, 41, український поет та письменник[4];
- 2 квітня — Баль Євген Миколайович, 78, радянський і український військовик-підводник, капітан 1-го рангу, письменник та журналіст[5];
- 3 квітня — Росовецький Станіслав Казимирович, 77, український письменник, філолог та педагог[6];
- 3 квітня — Аве Алавайну, 79, естонська поетеса та письменниця;
- 3 квітня — Джун Браун, 95, британська акторка та письменниця;
- 5 квітня — Редчиць Іван Юхимович, 72, український поет, перекладач, хормейстер та педагог;
- 6 квітня — Девід Маккі, 87, британський письменник та ілюстратор;
- 9 квітня — Джек Хіггінс, 92, британський письменник;
- 14 квітня — Михаїл (Лярош), 79, архієрей Православної церкви України, письменник та богослов[7];
- 16 квітня — Анастасьєва Маргарита Вікторівна, 97, радянська і російська акторка та письменниця;
- 18 квітня — Валеріо Еванджелісті, 69, італійський письменник-фантаст;
- 5 травня — Дяченко Сергій Сергійович, 77, український письменник-фантаст та сценарист;
- 5 травня — Рибалка Олександр Володимирович, 55, український і ізраїльський російськомовний письменник, журналіст та перекладач;
- 6 травня — Патриція Маккілліп, 74, американська письменниця-фантаст;
- 6 травня — Борота Віктор Степанович, 85, український тренер з вільної боротьби, поет та письменник;
- 7 травня — Адаменко Микола Петрович, 90, український письменник та філолог;
- 8 травня — Богач Василь Володимирович (Іван Богдан), 42, український військовик та письменник;
- 9 травня — Лінда Ле, 58, французька письменниця в'єтнамського походження;
- 11 травня — Єрун Брауверс, 82, нідерландський письменник та журналіст;
- 12 травня — Цвєтков Олексій Петрович, 75, російський поет, письменник та перекладач;
- 23 травня — Майя Лідія Коссаковська, 50, польська письменниця-фантастка та журналістка;
- 30 травня — Довжик Василь Михайлович, 78, український письменник, актор та радіоведучий;
- 30 травня — Борис Пахор, 108, словенський письменник;
- 7 червня — Пономаренко Марія Антонівна, 77, українська письменниця;
- 7 червня — Білінський Володимир Броніславович, 86, український письменник[8];
- 22 червня — Чеповий Володимир Віталійович, 55, український підприємець, письменник та громадський активіст; дата повідомлення про смерть;
- 22 червня — Бабієнко Володимир Андрійович, 74, український поет, письменник та педагог;
- 28 червня — Матс Траат, 85, естонський письменник, поет, сценарист та перекладач;
- 2 липня — Пітер Брук, 97, британський режисер, сценарист та письменник;
- 4 липня — Кубатієв Алан Кайсанбекович, 69, російський і киргизький письменник-фантаст, літературознавець та перекладач;
- 4 липня — Ремко Камперт, 92, нідерландський письменник, поет та журналіст;
- 9 липня — Енн Шульгіна, 91, американська письменниця;
- 9 липня — Осадко Олександр Остапович, 46, український письменник та військовик;
- 10 липня — Анвар Чингиз-огли, 60, азербайджанський письменник, етнограф, сценарист та журналіст;
- 13 липня — Шарлотта Валандре, 53, французька акторка та письменниця;
- 14 липня — Івана Трамп, 73, чехословацька і американська підприємиця, письменниця та модель;
- 14 липня — Еріка Педретті, 92, швейцарська письменниця та художниця;
- 16 липня — Герберт Франке, 95, австрійсько-німецький письменник-фантаст;
- 16 липня — Віра Вовк, 96, українська і бразильська письменниця, літературознавиця та перекладачка[9];
- 22 липня — Стюарт Вудс, 84, американський письменник детективного жанру;
- 24 липня — Яніна Альтман, 91, польсько-ізраїльська письменниця та хімікиня, свідок Голокосту;
- 26 липня — Фелікс Тейссен, 88, нідерландський письменник, сценарист та перекладач;
- 26 липня — Інгер Альфвен, 82, шведська письменниця;
- 28 липня — Ільхан Ірем, 67, турецький співак, композитор та письменник;
- 2 серпня — Бачило Олександр Геннадійович, 62, радянський і російський письменник-фантаст та сценарист;
- 7 серпня — Девід Маккалоу, 89, американський письменник й історик;
- 8 серпня — Терицану Василь Дмитрович, 76, український румунськомовний письменник, поет та журналіст;
- 8 серпня — Зофія Посмиш, 98, польська письменниця та сценаристка;
- 14 серпня — Лупій Олесь Васильович, 84, український письменник та поет;
- 16 серпня — Джозеф Ділейні, 77, британський письменник;
- 21 серпня — Олексій Паншин, 82, американський письменник-фантаст;
- 26 серпня — Медвідь Петро Іванович, 82, радянський і український журналіст та письменник;
- 1 вересня — Барбара Еренрайх, 81, американська журналістка, письменниця, політична діячка, феміністка;
- 4 вересня — Пітер Страуб, 79, американський письменник;
- 4 вересня — Бєлєнькій Мар'ян Давидович, 72, радянський і ізраїльський письменник та перекладач;
- 5 вересня — Марієлла Мер, 74, швейцарська письменниця, поетеса та журналістка;
- 11 вересня — Хав'єр Маріас, 70, іспанський письменник, журналіст та перекладач;
- 22 вересня — Гіларі Ментел, 70, британська письменниця;
- 25 вересня — Мередіт Текс, 80, американська письменниця-феміністка та політична активістка;
- 26 вересня — Юсеф Аль-Карадаві, 96, ісламський релігійний діяч, письменник та правознавець;
- 27 вересня — Джоан Готчкіс, 95, американська акторка та письменниця;
- 8 жовтня — Чорногуз Олег Федорович, 86, український письменник та журналіст, Заслужений діяч мистецтв України (1996)[10];
- 13 жовтня — Фелікс Крес, 56, польський письменник-фантаст;
- 18 жовтня — Жан Теле, 69, французький письменник, сценарист, художник, автор коміксів, актор та тележурналіст;
- 20 жовтня — Антон Дончев, 92, болгарський письменник, сценарист та політик;
- 22 жовтня — Рошаль Маріанна Григорівна, 97, радянський і російський режисер, письменниця та перекладач;
- 22 жовтня — Лешек Енгелькінг, 67, польський поет, письменник, літературознавець та перекладач;
- 24 жовтня — Зегря Ілля Тодорович, 74, український румуномовний літератор;
- 25 жовтня — Майк Девіс, 76, американський письменник, історик та педагог;
- 26 жовтня — Нузет Умеров, 90, кримськотатарський поет, письменник, журналіст та перекладач[11];
- 27 жовтня — Баха Тахер, 87, єгипетський письменник;
- 16 листопада — Керол Лі, 71, американська активістка з захисту прав повій, художниця, режисерка та письменниця;
- 19 листопада — Грег Бір, 71, американський письменник-фантаст;
- 24 листопада — Крістіан Бобен, 71, французький письменник та поет;
- 24 листопада — Ганс-Магнус Енценсбергер, 93, німецький поет, письменник та перекладач;
- 24 листопада — Іссей Саґава, 73, японський вбивця, письменник та перекладач;
- 26 листопада — Мархабат Байгут, 77, казахський письменник;
- 28 листопада — Вакуленко Володимир Володимирович, 49, український письменник; дата повідомлення про смерть[12];
- 29 листопада — Головченко Іван Петрович, 81, український письменник, журналіст та композитор[13];
- 29 листопада — Любомир Джуркович, 70, чорногорський письменник та поет;
- 30 листопада — Рей Нельсон, 91, американський письменник-фантаст;
- 1 грудня — Дороті Пітман Г'юз, 84, американська феміністка, громадська активістка та письменниця;
- 1 грудня — Мілен Демонжо, 87, французька акторка та письменниця;
- 11 грудня — Кузовкін Дмитро Георгійович, 70, український письменник, художник та музикант;
- 11 грудня — Вольф Ерльбрух, 74, німецький художник-ілюстратор, письменник та педагог;
- 17 грудня — Неліда Піньйон, 85, бразильська письменниця;
- 25 грудня — Улдіс Крастс, 79, лівський поет, письменник, журналіст та перекладач.